# Kanton Retournac
Der Kanton Retournac war von 1932 bis 2015 ein französischer Wahlkreis im Arrondissement Yssingeaux, im Département Haute-Loire und in der Region Auvergne; sein Hauptort war Retournac.
Der drei Gemeinden umfassende Kanton war 71,61 km² groß und hatte 3350 Einwohner (Stand: 2012). 

## Gemeinden
| Gemeinde                 | Einwohner Jahr | Fläche km² | Bevölkerungsdichte | Code INSEE | Postleitzahl |
| ------------------------ | -------------- | ---------- | ------------------ | ---------- | ------------ |
| Retournac                | 2837 (2013)    | 45,76      | 62 Einw./km²       | 43162      | 43130        |
| Saint-André-de-Chalencon | 343 (2013)     | 17,2       | 20 Einw./km²       | 43166      | 43130        |
| Solignac-sous-Roche      | 227 (2013)     | 8,65       | 26 Einw./km²       | 43240      | 43130        |

## Bevölkerungsentwicklung
| 1962 | 1968 | 1975 | 1982 | 1990 | 1999 | 2006 | 2011 |
| ---- | ---- | ---- | ---- | ---- | ---- | ---- | ---- |
| 3447 | 3213 | 3024 | 2719 | 2662 | 2722 | 3083 | 3293 |